# Potepuh Marko in kralj Matjaž
Delo je bilo izdano leta 1905 v Anton Knezovi knjižnici zbirki zabavnih in poučnih spisov pri Slovenski matici. 

### Vsebina
Oče je Marku pravil naj se ogiba krčem, ampak je umrl. Marko je ostal sam in žalosten, zato se je zaprl v hišo. Ko pa mu je postalo dolgčas, je odšel v krčmo in napravil sedmino. Povabil je vse znance še iz sosednje vasi. Jedli in pili so do naslednjega popoldneva. Ko so bili nekoliko opiti, so začeli peti, ljudje pa so mimo hodili na delo in se pohujševali med njimi. Po tem so se stepli, in ko jih je Marko skušal umiriti, so go pretepli in vrgli iz krčme. Še naprej je hodil popivat in kartat vsako noč. Ko je denar pošel, se je odpravil v mesto, kjer je njegov oče hranil denar. Tudi v mestu je pil in zapravljal denar. Vrnil se je domov, ker so ga v mestu obrali. Med tem ko je veseljačil, pel in plesal, pa je prišla nevihta, povodenj in toča, vsa polja so bila uničena. Ljudje so ostali brez vsega, sosedje so jokali iz obupa. Posmehoval se jim je, ker so garali in ostali brez vsega. Ljudje so se ustrašili njegovih brezbožnih besed. Marko je napregel in se odpravil na Hrvaško. Zapravil je ves denar in prodal vse, kar je imel, na koncu pa napol nag obležal ob cesti. Nek usmiljen voznik ga je pobral in naložil na voz, da ga je odpeljal prek meje. Ni vedel, kje je in kaj počne. Odpravil se je domov, a se je od sramu skrival. Doma je šel spat na seno, njegov hlapec in dekla pa sta popivala. Šele zjutraj se je trezen zavedel, da je ostal brez vsega. Spet se je odpravil v krčmo in pil, češ da bo čakal do naslednje pomladi, da začne delati. Zimo je preživel v krčmi med kartanjem in pitjem. Sposojal si je denar in hodil po krčmah. Vse je že dobil oderuh, od katerega si je sposojal denar. Ostala mu je le harmonika. Godel si je vesele pesmi, da mu ni bilo dolgčas, kmetje na polju pa so ga grdo gledali. Botra krčmarica mu je ponudila, da bo pri njih za hlapca. Zvečer so prišli v krčmo kmetje iz polja, vsi umazani od prsti. Pogovarjali so se o časih, ko je vladal kralj Matjaž in je zemlja rodila sama od sebe. Ljudje pa so se prevzeli, obrnili so se proti Bogu in kralju, zato je prišla toča in pobila vse pridelke, pridrvele so vode in zalile vse, v deželo je prišla lakota in kuga. Kralj Matjaž naj bi umrl, vendar Marko tega ne želi sprejeti. Legenda pravi, da je gora vzela kralja Matjaža in da ga bo vrnila, zavladal bo in premagal vse vladarje. Zjutraj so Marka zbudili, da je šel z njimi na polje, kjer je trdo delal. Nek dan je videl človeka, ki je razbijal po zemlji, tudi v njegovem srcu je bil kralj Matjaž. Eden od hlapcev mu je razlagal, da želi iti v Ameriko, kjer je njegov sin in se mu dobro godi. Stari hlapec je ponoči prišel pijan domov in se obesil, a je Marko odrezal vrv. Stari hlapec je v spanju govoril o kralju Matjažu. Marko se je odpravil po svetu iskat kralja Matjaža. V skrajni izmučenosti je prispel do kozolca, ko je zagledal temnega tujca. Tujec mu je začel pripovedovati o svojem življenju, da se mu je godilo dobro in slabo. In po tem mu je pripovedoval povest o žalostnem koncu Ali paše. Feliks, ki je zrasel v Ali pašo, je bil izredno bogat. Ko je prišel v dolino, so ljudje nehali delati, posedali so v krčmi, popivali in prepevali. Pripovedoval je zgodbe o časih, ko ljudem ni bilo potrebno delati, da je polje obrodilo. Tisti časi naj bi se povrnili. Župnik jih je rotil, naj gredo v cerkev, ampak jih ni bilo. Živeli so v obilici brez dela. Oropal jih je vsega, kar so imeli, v deželo so se vrnili časi tlake. Zdaj so vsi prišli v cerkev, a to ni zaleglo. Ali je imel čudovito hčerko, ki je bila tudi dobra po srcu. Na obisk je prišel mlad godec s čudežnimi goslimi, ki so tolažile tlačane. Zaljubil se je v Alijevo hčerko. Oba sta imela strto srce, Ali se je ustrašil za Mileno in jo sklenil poročiti. Snubci so prinesli veselje očetu, ne pa hčeri. Oče ji je izbral moža in sklenil napraviti ogromno svatbo. V deželo je prišel tudi popotnik. Ves pretresen je bil nad propadom svoje nekdanje domovine. Prišel je pomolit na očetov grob. Zdaj so se ljudje zavedli, da so grešili. Godec je igral svojo pesem v gozdu. Godec je prišel po svojo nevesto. Tlačani so se dvignili proti Aliju, zažgali so mu grad. Ali paša je bil Markov ujec. Marko se je odpravil k teti Agati, ki ga najprej ni prepoznala. Pogostila ga je. Povedala mu je zgodbo o svojih petih sinovih, ki jih je izgubila. Ostal je pri njej, ona pa mu je stregla. Vsi so odšli iskat kralja Matjaža. Tudi on je odšel. Srečal je starca, ki mu je potožil, da ne more več obdelovati zemlje. Po poti omahuje, a ga srce vedno vleče naprej. Med grmičevjem je odkril vhod v jamo, v kateri je odkril okamenele vojake. Za kamnito mizo v osrednji dvorani pa je našel kralja Matjaža. Vendar ga ni mogel prebuditi, zavedel se je, da je kralj mrtev. Ciganka ga je odpeljala od tam in ga uročila, da ni čutil ničesar razen ljubezni. Godel je ciganom, postal je četrti godec. Poročil se je z lepo cigansko djevojko.
Dostopno tudi na wikiviru: 